# Berlin (Georgie)
Berlin je město Colquitt County, v Georgii, ve Spojených státech amerických. V roce 2011 žilo ve městě 590 obyvatel.

## Demografie
Podle sčítání lidí v roce 2000 žilo ve městě 595 obyvatel, 196 domácností, a 145 rodin. V roce 2011 žilo ve městě 295 mužů (50,1%), a 295 žen (49,9%). Průměrný věk obyvatele je 35 let.